# Тайна реки злых духов
Тайна реки злых духов – дебютный и самый известный приключенческо-познавательный роман российского геолога, писателя Владимира Владимировича Корчагина.
Повесть об участии трёх подростков – Саши, Валерия и Наташи – в геологической экспедиции в тайге. В основе повести – впечатления автора от его геологических экспедиций. В книге автор воссоздал впечатляющую картину красоты и удивительных тайн мира минералов, рассказывая о геологической истории Земли.
«Художественное мастерство писателя проявилось и в создании увлекательного приключенческого сюжета… Читатель, заинтересованно следя за приключениями и переживаниями обаятельных героев-подростков, учится преодолевать трудности, ценить истинные человеческие отношения. Ребята в повести движутся не только по пути от незнания к знанию, совершают пространственные перемещения, попадая в исключительные ситуации, но и проходят путь нравственного самоопределения».
Книга является первой из двух книг «цикла о геологах» – её продолжением является книга «Путь к перевалу» (1968) с теми же героями, ставшими студентами геологического вуза. Хотя в книге университет не был назван казанским, но, по словам автора, многие узнавали себя в его персонажах.
После выхода книги в свет число желающих поступить на геологический факультет КГУ возросло в десять раз. Немало молодых людей под влиянием этого произведения выбрали профессию геолога.
Высокую оценку этому произведению дал Иван Ефремов.

## Издания
- Корчагин В. Тайна реки злых духов. Поэма о минералах / В. Корчагин. — Казань : Татарское кн.изд-во, 1963 г. —424 с. : ил.
- Корчагин В. Тайна реки злых духов. / В. Корчагин, рис. Карамышева В. — Казань : Татарское книжное изд-во, 1974 г. — 424 с. : ил.
- Корчагин В. В. Тайна реки злых духов / В. В. Корчагин. — [ ] : Доброе детство, 2024. — 416 с. — (Детские советские).